# ザ・ブレンド
ザ・ブレンド (The Blend of Nikka)は、ニッカウヰスキーが製造し、アサヒビールが販売していたブレンデッド・ウイスキーである。

## 概要
ザ・ブレンドは1986年にニッカウヰスキーから販売された、モルト原酒をベースにグレーン原酒をブレンドし販売されている商品である。
ザ・ブレンドの四角いボトルデザインは、プロダクトデザイナーの原研哉によるものであり、小さなラベルのデザインは佐々木豊によるものである。

## ラインナップ
- 終売品
  - ザ・ブレンド - 50ml, 330ml[2]
  - ザ・ブレンド17年 (1986年11月-2011年3月) - 660ml[3][2]
  - ザ・ブレンドセレクション (1989年4月-2011年3月) - 660ml[2]
  - ザ・ブレンド丸びん (1994年3月-?) - 660ml, 50ml[4]
  - ニュー・ブレンド丸びん (1997年3月-2012年) - 660ml[5]
  - ザ・ブレンド (1986年9月-2015年8月) - 660ml
  - ザ・ブレンド 神戸[6] (1991年-2015年8月) - 660ml

## 外部サイト
- ニッカウヰスキー　ザ・ブレンド